# Soufiane El Kabbouri
Soufiane El Kabbouri (Susa, 5 marzo 1993) è un ex mezzofondista italiano, finalista sui 1500 m agli Europei di Zurigo 2014.

## Biografia
Soufiane nasce a Susa da genitori marocchini. Trascorre i primi anni dopo la nascita a Bussoleno per poi trasferirsi ad Avigliana dove vive tuttora. Nel 2005 partecipa alla sua prima gara, una corsa campestre valida per i Giochi sportivi studenteschi delle scuole medie. In questo anno conosce Andrea Pellissier, suo attuale allenatore, che comincia a seguirlo senza mettergli pressioni. Gli allenamenti del giovane atleta cussino sono ancora inesistenti, preferendo dedicarsi al calcio nelle file del BVS (squadra del suo paese).
Il 2010 è un anno di cambiamenti per Soufiane che capisce essere il momento di dare una svolta alla propria carriera di atleta. Con il suo allenatore, senza forzature dei tempi, comincia ad allenarsi con dedizione. I risultati cominciano a farsi vedere, seppur non ancora eccellenti, tanto da riuscire ad ottenere una frazione nella staffetta 4×400 m delle giovanili cussine.
Due piazzamenti ai campionati italiani juniores nel 2011 con il settimo posto sui 1500 m ed il tredicesimo nei 3000 m (gareggia anche ai campionati italiani juniores di corsa campestre, ma si ritira durante la gara).
Bronzo nel 2012 sugli 800 m agli italiani juniores indoor; all'aperto diventa vicecampione italiano juniores sugli 800 m e giunge sesto nei 1500 m (gareggia anche ai campionati italiani juniores di corsa campestre, ma si ritira durante la corsa).
Ottiene la sua prima convocazione azzurra per i Mondiali juniores di Barcellona (Spagna) dove esce in batteria sugli 800 m.
2013, prende parte alla gara degli 800 m ai congiunti campionati italiani assoluti/promesse, vincendo il bronzo di categoria e terminando decimo assoluto; quarto posto negli 800 m e bronzo sui 1500 m agli italiani juniores. Partecipa agli assoluti uscendo in batteria sugli 800 m.
Partecipa agli Europei under 23 di Tampere in Finlandia presentandosi, come nella rassegna precedente, alla partenza degli 800 m piani ed uscendo anche questa volta in batteria.
Nel 2014 vince la medaglia di bronzo nella staffetta assoluta ai campionati italiani di corsa campestre; inoltre gareggia sui 1500 m a tutti i campionati italiani, sia assoluti che di categoria: agli indoor termina quinto ed ottavo rispettivamente agli juniores ed agli assoluti; all'aperto invece finisce quarto agli juniores e vince la medaglia di bronzo agli assoluti.
I 1500 m piani diventano la specialità di Soufiane proprio nel 2014, riuscendo a conquistarsi la prima convocazione nella Nazionale assoluta proprio su questa distanza agli Europei di Zurigo in Svizzera: riesce a raggiungere la finale dove conclude al nono posto; in precedenza gareggia ai Campionati del Mediterraneo under 23 tenutisi in Francia ad Aubagne: quarto posto sugli 800 m.
2015, gareggia agli Europei under 23 di Tallinn (Estonia) concludendo sesto sui 1500 m e sulla stessa distanza si laurea vicecampione italiano assoluto.
Nel 2016 è stato vicecampione italiano agli assoluti indoor sui 1500 m e medaglia di bronzo nei 3000 m; mentre invece agli assoluti ha terminato settimo nei 1500 m. 
Nel 2019 vince la prima edizione del Miglio di Milano con un tempo di 4'20"40, precedendo di un solo centesimo di secondo Mohamed Zerrad.

## Progressione

### 800 metri piani
| Stagione | Tempo   | Luogo            | Data      | Rank. Mond. |
| -------- | ------- | ---------------- | --------- | ----------- |
| 2016     | 1'48"14 | Brugnera         | 3-9-2016  |             |
| 2015     | 1'47"68 | Rovereto         | 8-9-2015  |             |
| 2014     | 1'47"58 | Nembro           | 11-7-2014 |             |
| 2013     | 1'47"84 | Rovereto         | 5-7-2013  |             |
| 2012     | 1'48"97 | Caprino Veronese | 9-6-2012  |             |
| 2011     | 1'53"56 | Celle Ligure     | 5-7-2011  |             |
| 2010     | 2'00"44 | Susa             | 16-6-2010 |             |

### 800 metri piani indoor
| Stagione | Tempo   | Luogo  | Data      | Rank. Mond. |
| -------- | ------- | ------ | --------- | ----------- |
| 2013/14  | 1'55"59 | Ancona | 9-2-2014  |             |
| 2012/13  | 1'51"47 | Vienna | 29-1-2013 |             |
| 2011/12  | 1'53"34 | Ancona | 19-2-2012 |             |

### 1500 metri piani
| Stagione | Tempo   | Luogo    | Data      | Rank. Mond. |
| -------- | ------- | -------- | --------- | ----------- |
| 2016     | 3'41"63 | Torino   | 14-9-2016 |             |
| 2015     | 3'39"78 | Rieti    | 13-9-2015 |             |
| 2014     | 3'39"17 | Trento   | 15-7-2014 |             |
| 2013     | 3'44"25 | Rovereto | 3-9-2013  |             |
| 2012     | 3'48"98 | Cernusco | 19-7-2012 |             |
| 2011     | 4'00"21 | Cuneo    | 4-6-2011  |             |
| 2010     | 4'13"54 | Biella   | 8-6-2010  |             |

## Palmares
| Anno | Manifestazione    | Sede       | Evento          | Risultato  | Prestazione | Note  |
| ---- | ----------------- | ---------- | --------------- | ---------- | ----------- | ----- |
| 2012 | Mondiali juniores | Barcellona | 800 m piani     | Batteria   | 1'52"11     | [ 3 ] |
| 2013 | Europei under 23  | Tampere    | 800 m piani     | Batteria   | 1'49"76     | [ 4 ] |
| 2014 | Mediterranei U23  | Aubagne    | 800 m piani     | 4º         | 1'50"52     | [ 5 ] |
| 2014 | Europei           | Zurigo     | 1500 m piani    | 9º         | 3'51"98     | [ 6 ] |
| 2015 | Europei under 23  | Tallinn    | 1500 m piani    | 6º         | 3'45"49     | [ 7 ] |
| 2017 | Universiadi       | Taipei     | 800 m piani     | Semifinale | 1'50"45     |       |
| 2017 | Universiadi       | Taipei     | 1500 m piani    | Batteria   | 3'49"22     |       |
| 2019 | Europei di cross  | Lisbona    | Staffetta mista | 10º        | 18'54"      |       |

## Campionati nazionali
2011
- In finale ai campionati italiani juniores di corsa campestre (Varese), 7,8 km - r[8]
- 7º ai campionati italiani juniores (Bressanone), 800 m piani - 1'54"89[9]
- 13º ai campionati italiani juniores (Bressanone), 1500 m piani - 4'05"23[10]

2012
- In finale ai campionati italiani juniores di corsa campestre (Borgo Valsugana), 8 km - r[11]
- Bronzo ai campionati italiani juniores indoor (Ancona), 800 m piani - 1'53"34[12]
- Argento ai campionati italiani juniores (Misano Adriatico), 800 m piani - 1'54"62[13]
- 6º ai campionati italiani juniores (Misano Adriatico), 1500 m piani - 3'52"33[14]

2013
- 10º ai campionati italiani assoluti indoor (Ancona), 800 m piani - 1'52"72[15]
- Bronzo ai campionati italiani promesse indoor, (Ancona), 800 m piani - 1'52"72[16]
- 4º ai campionati italiani promesse (Rieti), 800 m piani - 1'50"94[17]
- Bronzo ai campionati italiani promesse (Rieti), 1500 m piani - 3'49"72[18]
- In batteria ai campionati italiani assoluti (Milano), 800 m piani - 1'51"47[19]

2014
- 5º ai campionati italiani promesse indoor (Ancona), 1500 m piani - 3'52"32[20]
- 8º ai campionati italiani assoluti indoor (Ancona), 1500 m piani - 3'50"42[21]
- Bronzo ai campionati italiani assoluti di corsa campestre (Nove-Marostica), 2+3+4+4 km - 42'31"[22]
- 4º ai campionati italiani promesse (Torino), 1500 m piani - 3'45"45[23]
- Bronzo ai campionati italiani assoluti (Rovereto), 1500 m piani - 3'48"15[24]

2015
- Argento ai campionati italiani assoluti (Torino), 1500 m piani - 3'43"46[25]

2016
- Argento ai campionati italiani assoluti indoor (Ancona), 1500 m piani - 3’46"13[26]
- Bronzo ai campionati italiani assoluti indoor (Ancona), 3000 m piani - 8'01"74[27]
- 7º ai campionati italiani assoluti (Rieti), 1500 m piani - 3'46"90[28]

2020
- 6º ai campionati italiani assoluti, 1500 m piani - 3'51"41

## Altre competizioni internazionali
2016
- 13º alla BOclassic ( Bolzano) - 30'30"

2017
- 8º al Golden Gala ( Roma), 1500 m piani - 3'44"13